# OFR48
OFR48（おふろフォーティーエイト／オー・エフ・アール・フォーティエイト）は、2011年11月に結成された女性アイドルグループである。

## 概要
温泉、サウナ、銭湯、健康ランドなどの入浴施設で働く女性スタッフを全国から募り、結成したグループで、各店舗で歌やダンスなど手作りイベントなどを催している。2012年5月4日にデビューシングル「お客様はハダカです」を全国発売した。18 - 48歳で水着撮影可能なタトゥーや入れ墨がない女性を対象に、随時オーディションしている。
2014年5月4日現在、最年少メンバーは22歳、最年長は44歳、持ち歌は7曲。
- 主催・運営 - 社団法人ニッポンおふろ元気プロジェクト OFR48事務局
- 所在地 - 横浜市鶴見区下末吉2-25-23 ファンタジースパおふろの国 内
- プロデューサ - スーパー銭湯店長・林和俊[2]。

## 加盟店
- かすかべ湯元温泉（埼玉県・春日部市）
- おふろcafe bivouac（埼玉県・熊谷市）
- 湘南喜彩 湯乃市 鎌ヶ谷店（千葉県・鎌ヶ谷市）
- 玉川温泉（埼玉県・比企郡ときがわ町）
- ファンタジースパおふろの国（神奈川県・横浜市鶴見区）
- 満天の湯（神奈川県・横浜市保土ヶ谷区）
- 湘南喜彩 湯乃市 柄沢店（神奈川県・藤沢市）
- 小京都の湯（愛知県・西尾市）
- ６・３の湯（愛知県・西尾市）
- 奈良健康ランド（奈良県・天理市）
- 株式会社メトス（東京都・中央区）
- 有限会社フミヤエンタープライズ
- 月刊サウナ 温泉ブランチ

## メンバー（50音順）
- あつき
- いづるん
- 入間茶々
- エリー
- かぐや嬢
- 春日萌花
- かなちゃん
- キャド (CAD)
- くりりん
- こまち
- さーや
- さとみん（OFR48リーダー）
- しーぽん
- じゅんじゅん
- のん
- まぁ～汰
- マッキー
- まみりん
- みーちゃん
- みかん（OFR48総監督）
- みきてぃ
- みっちぃ
- ゆかりん
- ゆいにゃん
- ゆーこりん
- ゆっちぃ
- 湯出玉子
- りえりん
- るんるん
- ローズ

### 元メンバー
- 市井紗耶香[3]
- 小澤智子
- つっきー
- ともも（2018年8月5日卒業[4] ）
- りおねる（若林理央）

## ディスコグラフィー

### シングルCD
- 『お客様はハダカです』 - 2012年5月4日発売

### ミニアルバム
- 『おふろデートに連れてって』（全4曲） - 2014年12月17日発売[5]
- 『キミイロバスタイム』（全4曲）- 2015年11月6日発売[6]

### ベストアルバム
- 『おふら～ずベスト』（全8曲）- 2017年4月26日発売[7]
  - 通常版と、初回限定14種の計15種類
  - 発売を記念して「感謝カンゲキ！おふら?ずベストツアー！2017」開催（4月29日～6月18日、7会場・8公演）